# آسان
آسان (به انگلیسی: Asan, Guam) یک روستا در گوآم است.

## نگارخانه

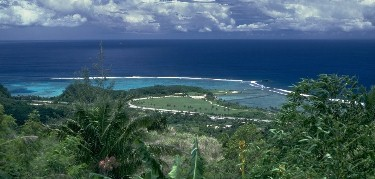
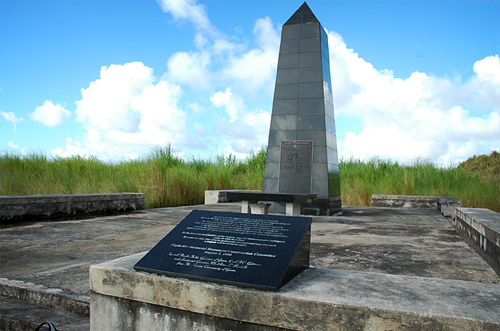

## خصوصیات
آسان ۲٬۱۳۷ نفر جمعیت دارد.